# Droga wojewódzka 843
Die Droga wojewódzka 843 (DW 843) ist eine 48 Kilometer lange Droga wojewódzka (Woiwodschaftsstraße) in der polnischen Woiwodschaft Lublin, die Chełm mit Zamość verbindet. Die Strecke liegt in der kreisfreien Stadt Chełm, im Powiat Chełmski, im Powiat Krasnostawski, im Powiat Zamojski und in der kreisfreien Stadt Zamość.

## Streckenverlauf
Woiwodschaft Lublin, Kreisfreie Stadt Chełm
-  Chełm (Cholm) (DK 12, DW 812, DW 844)

Woiwodschaft Lublin, Powiat Chełmski
- Pokrówka
- Depułtycze Królewskie
- Depułtycze Królewskie-Kolonia

Woiwodschaft Lublin, Powiat Krasnostawski
- Wierzchowiny
- Żdżanne
- Zagroda
- Kozieniec
- Siennica Różana
- Wola Siennicka
- Boruń
- Chełmiec
-  Wólka Kraśniczyńska (DW 846)
- Drewniki

Woiwodschaft Lublin, Powiat Zamojski
- Majdan Skierbieszowski
- Skierbieszów-Kolonia
- Skierbieszów
- Zrąb
- Łapiguz

Woiwodschaft Lublin, Kreisfreie Stadt Zamość
-  Zamość (DK 17, DK 74, DW 837, DW 849)